# Loriol-du-Comtat
Loriol-du-Comtat település Franciaországban, Vaucluse megyében. Lakosainak száma 2481 fő (2022. január 1.). Loriol-du-Comtat Sarrians, Monteux, Carpentras és Aubignan községekkel határos.

## Népesség
A település népességének változása:
| Lakosok száma | 2528 | 2570 | 2644 | 2603 | 2551 | 2520 | 2488 | 2471 | 2481 |
|               | 2013 | 2015 | 2016 | 2017 | 2018 | 2019 | 2020 | 2021 | 2022 |